# Willie Miller
William Ferguson Miller (Glasgow, 2 de maio de 1955) é um ex-futebolista escocês.
Por clubes defendeu toda sua carreira as cores do Aberdeen Football Club de 1972 até 1990, sendo o jogador com maior números de partidas disputadas num total de 550 partidas.
Pelo clube conquistou três campeonatos escoceses, além de uma Recopa e Supercopa europeia. Depois de sua aposentadoria chegou a treinar o Aberdeen de 1992 até 1995.

## Carreira
Willie Miller competiu na Copa do Mundo FIFA de 1982, sediada na Espanha, na qual a seleção de seu país terminou na 15º colocação dentre os 24 participantes.